# 砂畑村
砂畑村（すなばたむら）は、かつて岐阜県揖斐郡にあった村である。
現在の揖斐郡池田町砂畑に該当する。
発足時は池田郡の村であったが、郡の合併で揖斐郡の村となった。

## 歴史
- 1889年（明治22年）7月1日 - 町村制により、砂畑村が発足。
- 1897年（明治30年）4月1日[2] - 池田郡が大野郡の一部と合併して揖斐郡となる。当村は揖斐郡の所属となる。
- 1897年（明治30年）4月1日 - 池野村、下東野村、上田村、六之井村、杉野村と合併し池田村が発足。同日砂畑村廃止。